# Cyprinus daliensis
Cyprinus daliensis är en fiskart som beskrevs av Chen och Huang, 1977. Cyprinus daliensis ingår i släktet Cyprinus och familjen karpfiskar. Inga underarter finns listade i Catalogue of Life.